# Takeshi Sō
Takeshi Sō (souvent écrit Soh en anglais, en japonais 宗猛 Sō Takeshi), né le 9 janvier 1953 à Usuki, est un marathonien japonais qui a représenté son pays aux Jeux olympiques de 1984 à Los Angeles où il réalise 2 heures 10 minutes et 55 secondes pour prendre la 4e place, soit le 10e meilleur temps des marathons olympiques à ce jour (2011). Il a remporté le marathon international de la Paix à Košice en 1976. Son frère jumeau Shigeru est également un ancien marathonien olympique. Son record sur marathon est de 2 h 8 min 55 s (1983).